# 1950 en Saskatchewan
Chronologie de la Saskatchewan
- 1946
- 1947
- 1948
- 1949
- 1950
- 1951
- 1952
- 1953
- 1954

Cette page concerne des événements d'actualité qui se sont produits durant l'année 1950 dans la province canadienne de la Saskatchewan.

## Politique
- Premier ministre : Tommy Douglas
- Chef de l'Opposition :
- Lieutenant-gouverneur : John Michael Uhrich
- Législature :

## Naissances
- 28 septembre : Paul Thagard, né  à Yorkton, est un professeur de philosophie canadien. Il est directeur du programme interdisciplinaire de science cognitive à l’Université de Waterloo.